# قسم برزيتون الريفي (مقاطعة فيروزآباد)
قسم برزيتون الريفي (بالفارسية: دهستان پرزیتون) هي منطقة سكنية تقع في ناحية ميمند في إيران. يقدر عدد سكانها بـ 6,695 نسمة .